# Trolejbusy w Rubcowsku
Trolejbusy w Rubcowsku − system komunikacji trolejbusowej działający w rosyjskim mieście Rubcowsk.

## Historia
W 1968 zapewniono środki finansowe na budowę pierwszej linii trolejbusowej oraz zajezdni trolejbusowej. 28 grudnia 1973 otwarto linię trolejbusową nr 1 na trasie РМЗ-Светлова. 7 listopada 1981 otwarto drugą linię trolejbusową na trasie РМЗ-Черемушки. W 1982 otwarto kolejną trasę nr 3 na trasie РМЗ – площадь Ленина, linia ta kursuje tylko w godzinach szczytu, która rok później zamknięto. 31 lipca 1985 ponownie otwarto linię nr 3, jednak na zupełnie innej trasie:Техникум-Черемушки (zajezdnia). Jesienią 1986 przedłużono linię nr 2 od Светлова do zajezdni trolejbusowej, końcówki linii nr 3. Od tej pory linia nr 3 kursuje tylko w godzinach szczytu. W 1989 otwarto łącznik od ulicy Дзержинского do ulicy Калинина. W 1993 zamknięto linię nr 3 i ponownie ją otwarto w 1998 na trasie Техникум-Черемушки (zajezdnia), linia kursowała w godzinach szczytu. Rok później ponownie ją zawieszono. Odcinek od przystanku Черемушки (Светлова) do zajezdni służy tylko wyjazdom i zjazdom do zajezdni.

## Linie
Obecnie w Rubcowsku są dwie linie trolejbusowe:
- 1:  РМЗ — Черёмушки (przez Проспект Ленина)
- 2:  РМЗ — Черёмушки (przez Пролетарскую улицу)

## Tabor
W Rubcowsku eksploatowane są 52 trolejbusy. Najwięcej jest ST-682G z lat 2004-2007, kursują w ilości 10 sztuk. Ponadto jest jeszcze 10 odmian trolejbusów ZiU-9, łącznie jest 34 trolejbusów tego typu. Oprócz nich w mieście są jeszcze:
- MTRZ-6223 Алтайэлектротранс, produkcja od września 2010, obecnie są 3 trolejbusy tego typu
- BKM-20101 BTRM, wyprodukowane w 2008, 2 sztuki (122, 123)
- VMZ-100, wyprodukowany w 2001 (nr 86)
- BTZ-5276-04, wyprodukowany w 2005 (nr 68)
- BTZ-5276-01, wyprodukowany w 2001 (nr 93)